# Davante Gardner
Davante Gardner (Suffolk, 2 settembre 1991) è un cestista statunitense.